# Війна Лісімаха із гетами
Війна Лісімаха із гетами – військові дії царя південної Фракії та Малої Азії Лісімаха проти північнофракійської держави гетів, котрі припали на другу половину 290-х років до н.е.

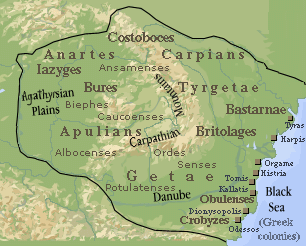
Мапа розселення північних фракійців. Область гетів позначена у нижній частині мапи на рівнинах північніше Дунаю

## Передумови війни
Після сметрі Александра Македонського його полководці понад два десятиліття вели боротьбу за владу в його державі, допоки у 301 р. до н.е. в битві при Іпсі коаліція елліністичних царів (котрими встигли стати воєначальники) не перемогла Антигона Одноокого. При розділі царства останнього володарю Фракії Лісімаху досталась Мала Азія до Тавра, по якому пролягала межа із царством його союзника Селевка Нікатора (ці два полководці Александра у підсумку все-таки дійдуть до війни, проте у самому кінці 280-х рр. до н.е.). На заході ж володіння Лісімаха сусідили з Македонією, де правив ще один учасника коаліції проти Антигона Кассандр, а за кілька років після Іпса царем став його син та зять Лісімаха Антипатр. В таких умовах Лісімах вирішив звернути увагу на варварські фракійські племена. Спершу він боровся з одрисами, котрі населяли південний схід сучасної Болгарії та неодноразово намагались скинути македонське панування, котре було нав’язане ще Філіппом II та Александром.
А у другій половині 290-х рр. до н.е. Лісімах напав на гетів, ядром володінь яких була територія між Карпатами та нижнім Дунаєм. У 331 р. до н.е. македонський полководець Зопіріон втягнув гетів у похід до Північного Причорномор’я, після катастрофічного завершення якого гетські землі зазнали важкого удару зі сторони скіфів (у більшості поселень гетів між Карпатами та Дністром археологічні дослідження виявили сліди датованих цим періодом руйнувань, після яких господарська діяльність у них так і не відновилось). Втім, тепер гетські володіння поширились на південь від Дунаю, де під їх контролем, зокрема, було розташоване на північному схилі Гема місто Геліс (в околицях болгарського населеного пункту Сборяново, за три з половиною десятки кілометрів на південь від Дунаю).

## Бойові дії

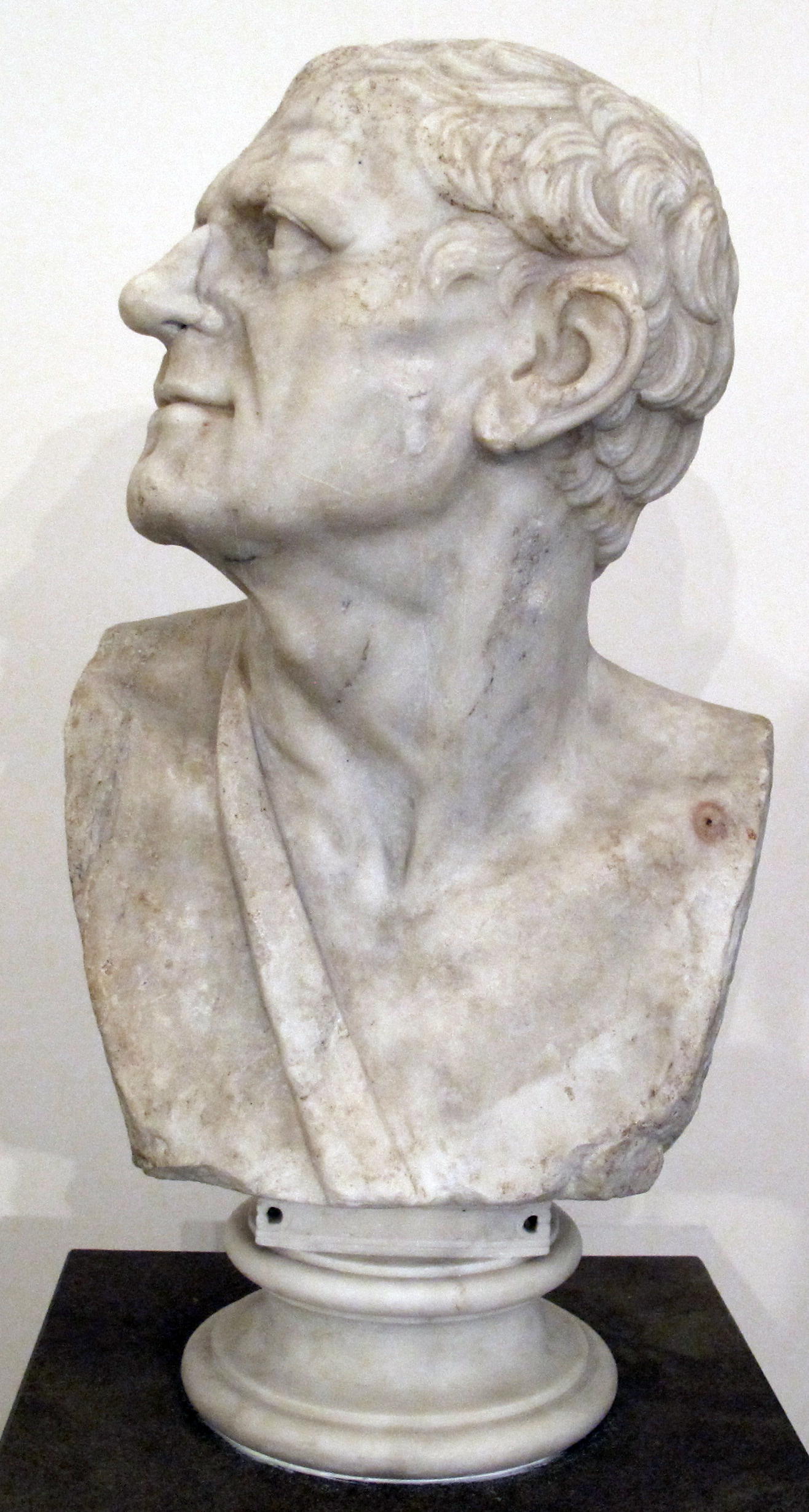
Лісімах

Хронологічні межі війни наразі достеменно невідомі. Вона почалась не пізніше 294 р. до н.е., оскільки, як свідчить Юстин, саме наявність конфлікту з гетським царем Дроміхетом завадила Лісімаху допомогти його зятю Антипатру в боротьбі проти Деметрія Поліоркета.
Сам хід бойових дій складався не на користь Лісімаха. В якийсь момент у полон потрапив його син Агафокл. Проте гети відіслали його батька з дарами, оскільки не сподівались перемогти самого Лісімаха та сподівались, що такий крок дозволить припинити війну та сприятиме поверненню земель, захоплених у них володарем Фракії та Малої Азії. Втім, їх очікування не виправдались, а війна продовжилась.
У 292 р. до н.е. Лісімах очолював кампанію проти гетів та потрапив у складне положення. У відповідності до однієї зі стратегем Полієна, полководець Дроміхета Севт вдавано перейшов на сторону ворога, після чого завів македонську армію до згубної місцевості та покинув там. Друзі пропонували Лісімаху рятуватись втечею, але він відмовився – на його думку, було б ганьбою надбати власну безпеку покинувши своїх воїнів та друзів. У підсумку нестача продовольства та води примусила Лісімаха капітулювати. 
Як оповідає Діодор, воїни армії Дроміхета вимагали покарати провідника своїх ворогів та наполягали на своєму праві вирішити долю Лісімаха. Проте Дроміхет виступив проти і відзначив, що після смерті цього македонця його володіння можуть перейти до ще небезпечніших царів – зате, звільнивши Лісімаха, можна все-таки розраховувати на його прихильність та повернення захоплених укріплень і земель. Переконавши своїх людей, Дроміхет привіз Лісімаха до згаданого на початку статті міста Геліс. Запросивши на бенкет та звертаючись до македонця як до «батька», цар гетів наполегливо пропонував припинити боротьбу з його племенем, котре не вирізняється особливим багатством. У підсумку царі уклали мир, причому звільнений Лісімах дійсно повернув захоплене. Також, за твердженням Павсанія, Лісімах віддав Дроміхету у дружини свою доньку.
Варто відзначити, що конфлікт з гетами наражав царя Фракії та Малої Азії на небезпеку зі сторони його старого ворога та відомого воїтеля Деметрія Поліоркета (сина Антигона Одноокого, при розділі царства якого Лісімах і отримав свої основні володіння). Як зазначалось вище, ще на початку конфлікту він був вимушений відмовитись від допомоги своєму зятю македонському царю Антипатру (останній, хоч і втік до Лісімаха, наважився звинувати свого тестя у втраті володінь – за що був страчений, а його дружину і власну доньку володар Фракії запроторив до в’язниці). Тепер же, після взяття у полон самого Лісімаха, Деметрій вирішив оволодіти всіма його землями. Полишивши тільки що зайняту Беотію, Поліоркет спішно рушив на північ і лише швидке звільнення Дроміхетом врятувало Лісімаха від цієї загрози (а от Деметрію прийшлось удруге брати в облогу та штурмувати беотійську столицю Фіви, котра повстала після його відбуття). 